# Hora de la Antártida
|  | UTC+00:00 |
|  | UTC+03:00 |
|  | UTC+06:00 |
|  | UTC+07:00 |
|  | UTC+08:00 |
|  | UTC+10:00 |
|  | UTC+12:00 |
|  | UTC+13:00 |
|  | UTC-06:00 |
|  | UTC-04:00 |
|  | UTC-03:00 |

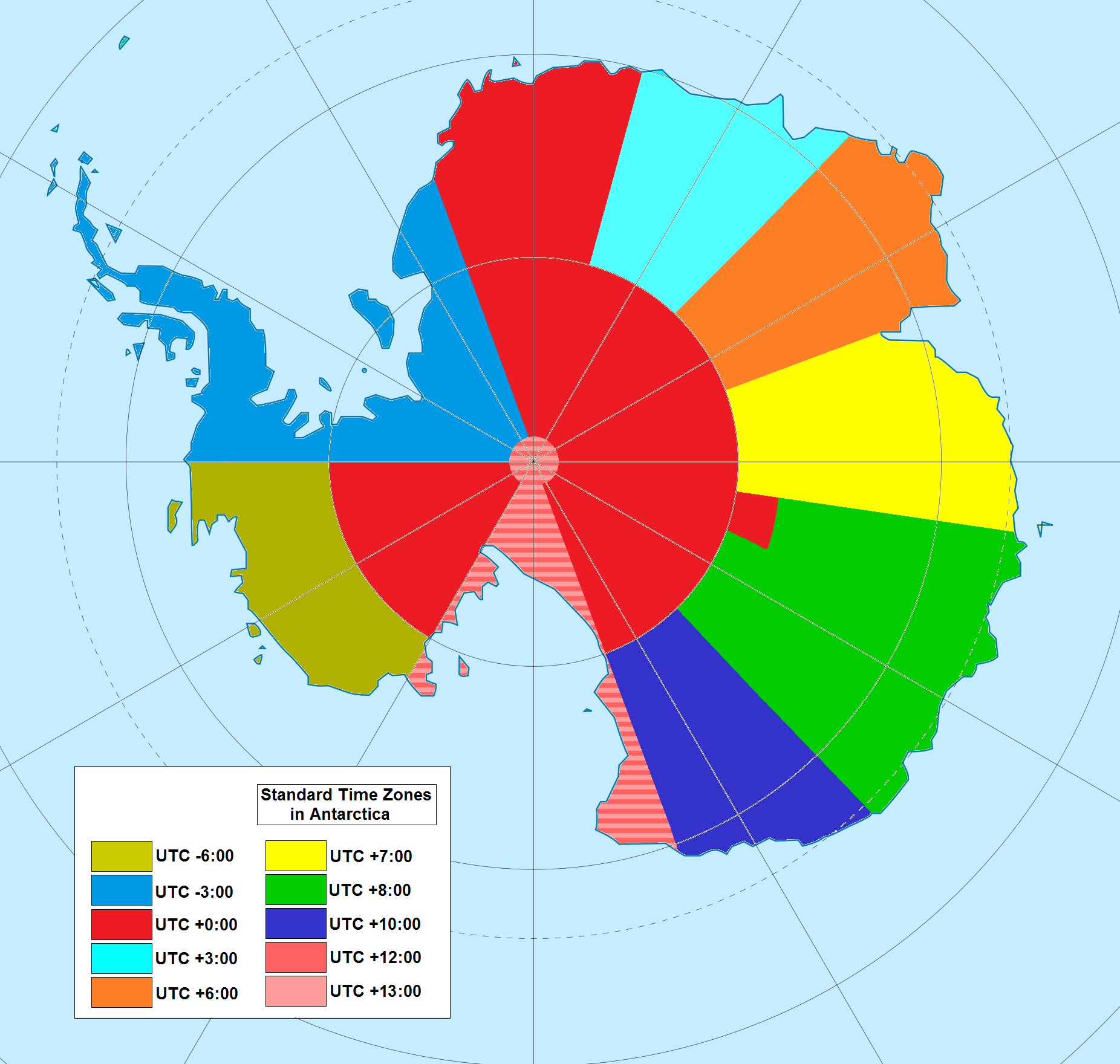
Mapa de las zonas horarias de la Antártida

La Antártida se encuentra en todas las líneas de longitud, porque el Polo Sur está situado cerca del centro del continente. Teóricamente la Antártida se encuentra en todas las zonas horarias, sin embargo las áreas al sur del círculo polar antártico experimentan ciclos extremos de día y noche cerca de la época de los solsticios de junio y diciembre, haciendo difícil determinar qué zona horaria sería apropiada. A efectos prácticos las zonas horarias se basan generalmente en las reivindicaciones territoriales, sin embargo muchas estaciones utilizan la hora del país del que son propiedad o la zona horaria de su base de suministro (por ejemplo, las estaciones de McMurdo y Amundsen-Scott usan la hora de Nueva Zelanda debido a que su principal base de suministro es Christchurch, Nueva Zelanda).
Muchas áreas no tienen zona horaria ya que nada está decidido y ni siquiera los asentamientos temporales tienen relojes. Ellos simplemente están etiquetados con la hora UTC.

## TZ Database
El archivo de la TZ Database zone.tab contiene las siguientes zonas, las columnas marcadas con * contienen datos del archivo de zone.tab.
|  | Código del país* | Coordenadas*    | Nombre de zona*          | Comentario*                          | UTC Hora estándar | Hora de verano | Área cubierta                               |
|  | ---------------- | --------------- | ------------------------ | ------------------------------------ | ----------------- | -------------- | ------------------------------------------- |
|  | AQ               | -7446-13652     | Antártida/Rúskaya        | Base Rúskaya, Costa de Rupert        | -06:00            | Desconocido    | Tierra de Marie Byrd                        |
|  | AQ               | -6448-06406     | Antártida/The Valley     | Base Palmer, Isla Anvers             | -04:00            | Sí             | Tierra de Palmer                            |
|  | AQ               | -6734-06808     | Antártida/Rothera        | Base Rothera, Isla Adelaida          | -03:00            | No             | Tierra de Graham                            |
|  | AQ               | -7824+10654     | Antártida/Vostok         | Base Vostok, Lago Vostok             | +06:00            | No             | Antártida Oriental, Tierra de la Reina Maud |
|  | AQ               | -690022+0393524 | Antártida/Syowa          | Base Syowa, E Ongul I                | +03:00            | No             | Tierra de la Reina Maud, Tierra de Enderby  |
|  | AQ               | -6736+06253     | Antártida/Mawson         | Base Mawson, Bahía Holme             | +05:00            | No             | Tierra de Mac Robertson                     |
|  | AQ               | -6835+07758     | Antártida/Davis          | Base Davis, Vestfold Hills           | +05:00            | No             | Tierra de Wilkes                            |
|  | AQ               | -6617+11031     | Antártida/Casey          | Base Casey, Península Bailey         | +11:00            | No             | Tierra de Wilkes                            |
|  | AQ               | -6640+14001     | Antártida/DumontDUrville | Base Dumont D'Urville, Tierra Adelia | +10:00            | No             | Tierra Adelia, Tierra Victoria              |
|  | AQ               | -7750+16636     | Antártida/McMurdo        | Base McMurdo, Isla Ross              | +12:00            | Sí             | Dependencia Ross                            |
|  | AQ               | -9000+00000     | Antártida/Polo Sur       | Base Amundsen-Scott, Polo Sur        | +12:00            | Sí             | Polo Sur                                    |

## Horario de verano
En su mayor parte, el horario de verano no se observa en la Antártida debido al hecho de que el 95 por ciento del continente está situado al sur del círculo polar antártico y el fenómeno del sol de medianoche hace que el uso de horario de verano sea innecesario. Sin embargo, en algunas regiones, como la dependencia de Ross y la Tierra de Palmer usan el tiempo de sus países reclamantes, incluyendo el uso de hora de verano.